# Nauportus
Nauportus (grec antic: Ναύπορτον) va ser una antiga ciutat romana a la Pannònia Superior, situada a la via que anava d'Aquileia a Emona. Tenia un port al riu Nauportus, després Ljubljanica.
Era una antiga i pròspera ciutat comercial dels tauriscs, que tenia un comerç considerable amb Aquileia, segons diuen Estrabó, Tàcit, Plini el Vell i Vel·lei Patèrcul. Però després de la fundació d'Emona, situada a una distància de només 15 milles romanes de la ciutat, Nauportus va perdre la seva importància. Durant la insurrecció de les legions pannònies després de la mort d'August, la ciutat va ser saquejada i destruïda, segons Tàcit.
El seu nom romà, Nauportus, (de navis i portus) estava relacionat amb la llegenda dels argonautes, i es creia que, quan retornaven al seu país, havien navegat per l'Ister fins a aquest lloc, i des d'allí van carregar les naus a les espatlles i van travessar els Alps fins a l'Adriàtic.